# Bad Wurzach
Bad Wurzach (bis 1950 Wurzach) ist eine kleine Kurstadt in Oberschwaben und ältestes Moorheilbad Baden-Württembergs. Der Fläche nach ist Bad Wurzach nach Stuttgart und Baiersbronn die drittgrößte Gemeinde des Bundeslandes und beispielsweise größer als das Fürstentum Liechtenstein.

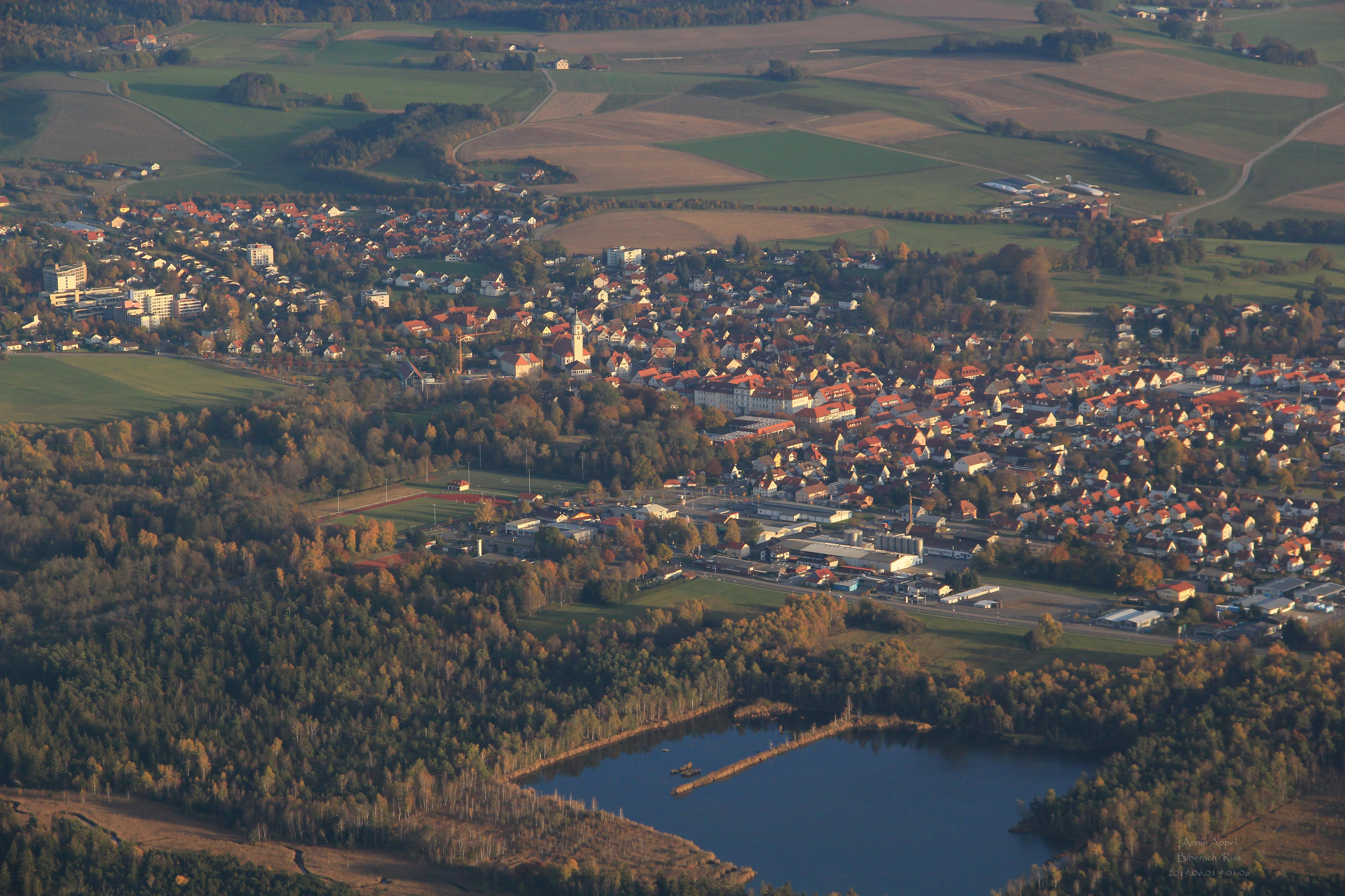
Luftbild von Bad Wurzach

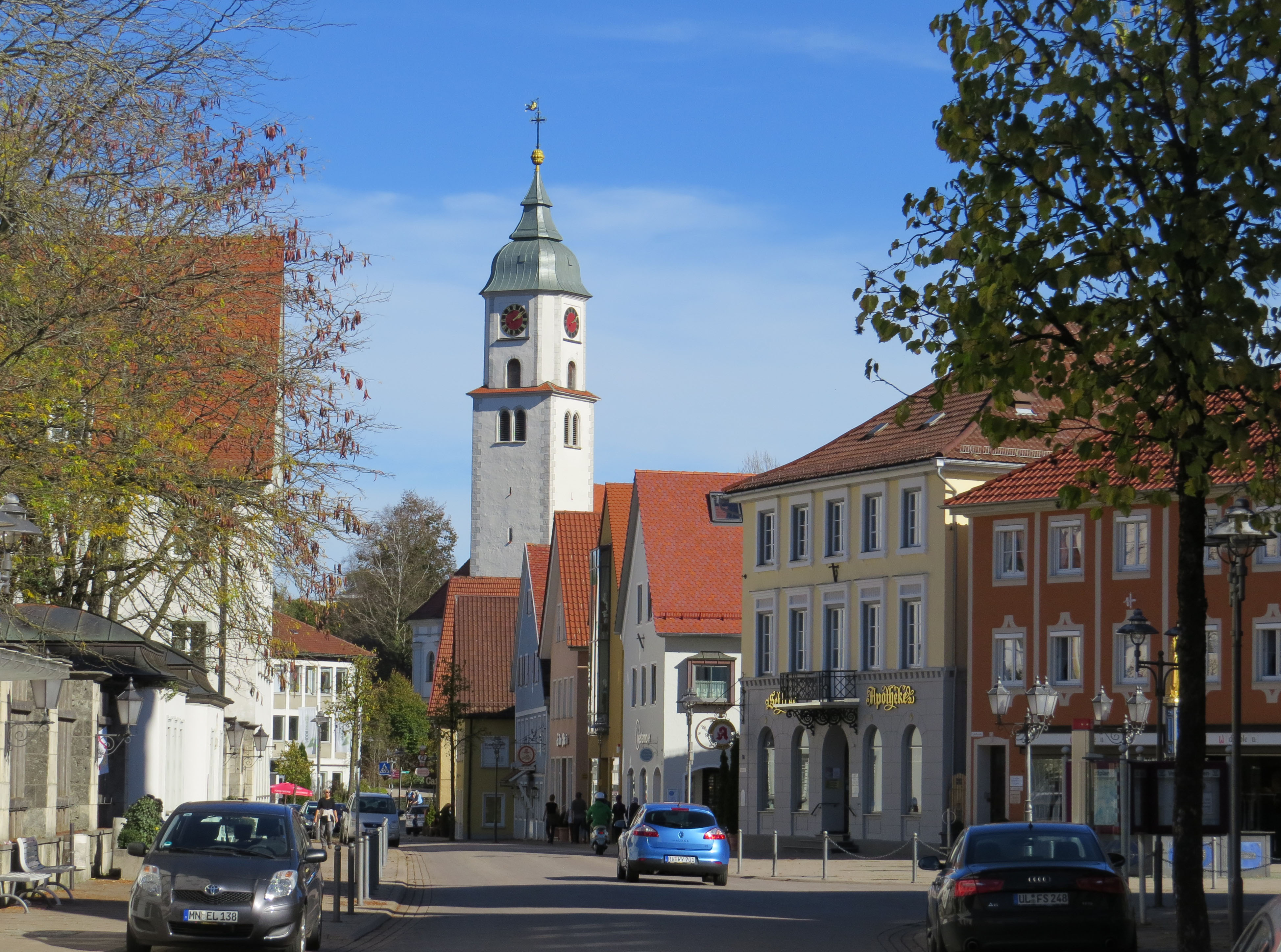
Marktstraße mit Stadtpfarrkirche in Bad Wurzach

## Geographie
Bad Wurzach liegt in einer weiten Niederung zwischen dem Allgäu und Oberschwaben am Rande des Wurzacher Rieds in 650 bis 800 Meter Höhe.

### Stadtgliederung
Die Stadt Bad Wurzach besteht aus den Ortsteilen
- Bad Wurzach (5621 Einwohner)[2]
- Arnach (1293)[3]
- Dietmanns (875)[4]

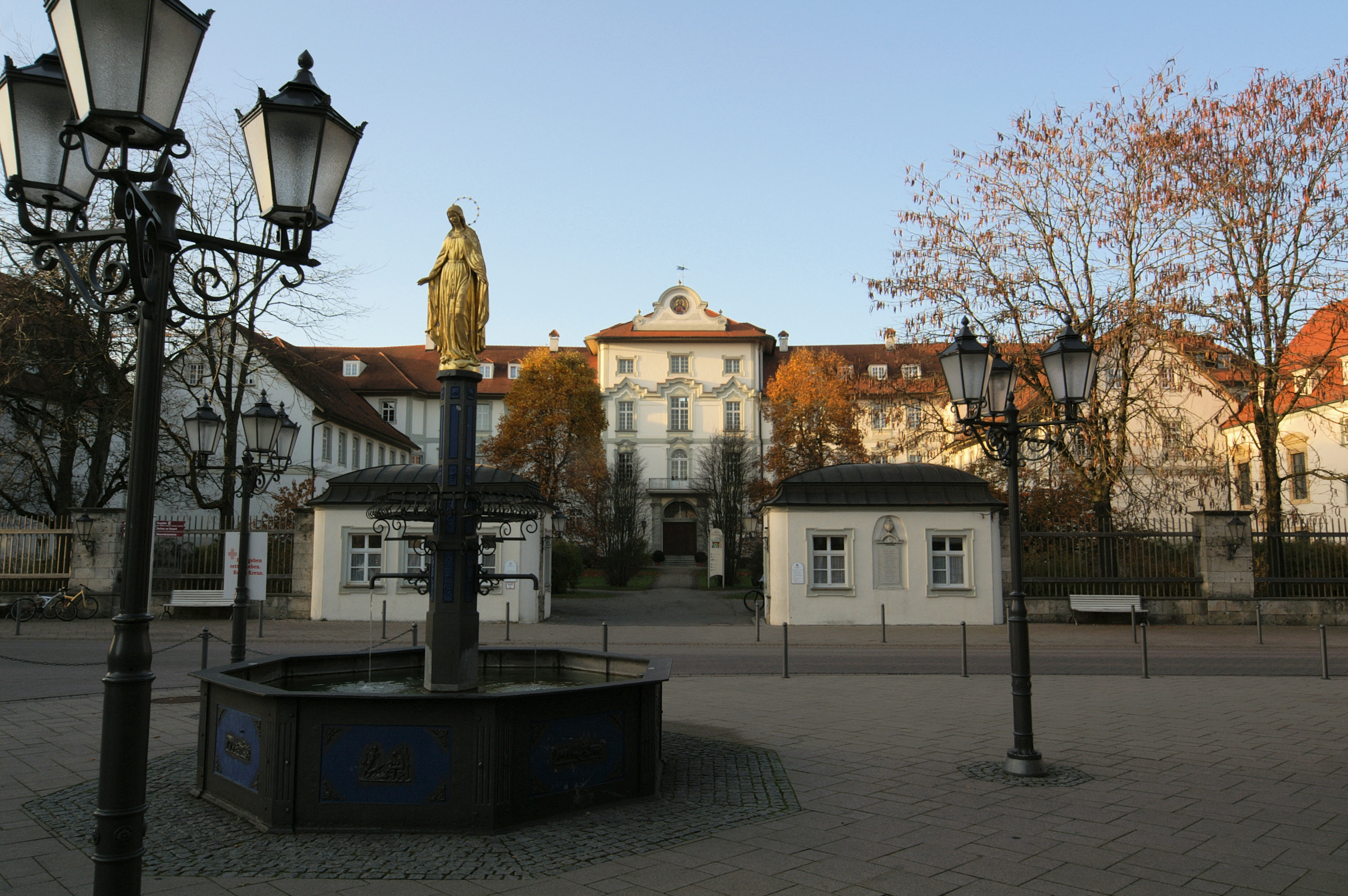
Schloss und Stadtbrunnen im Herbst

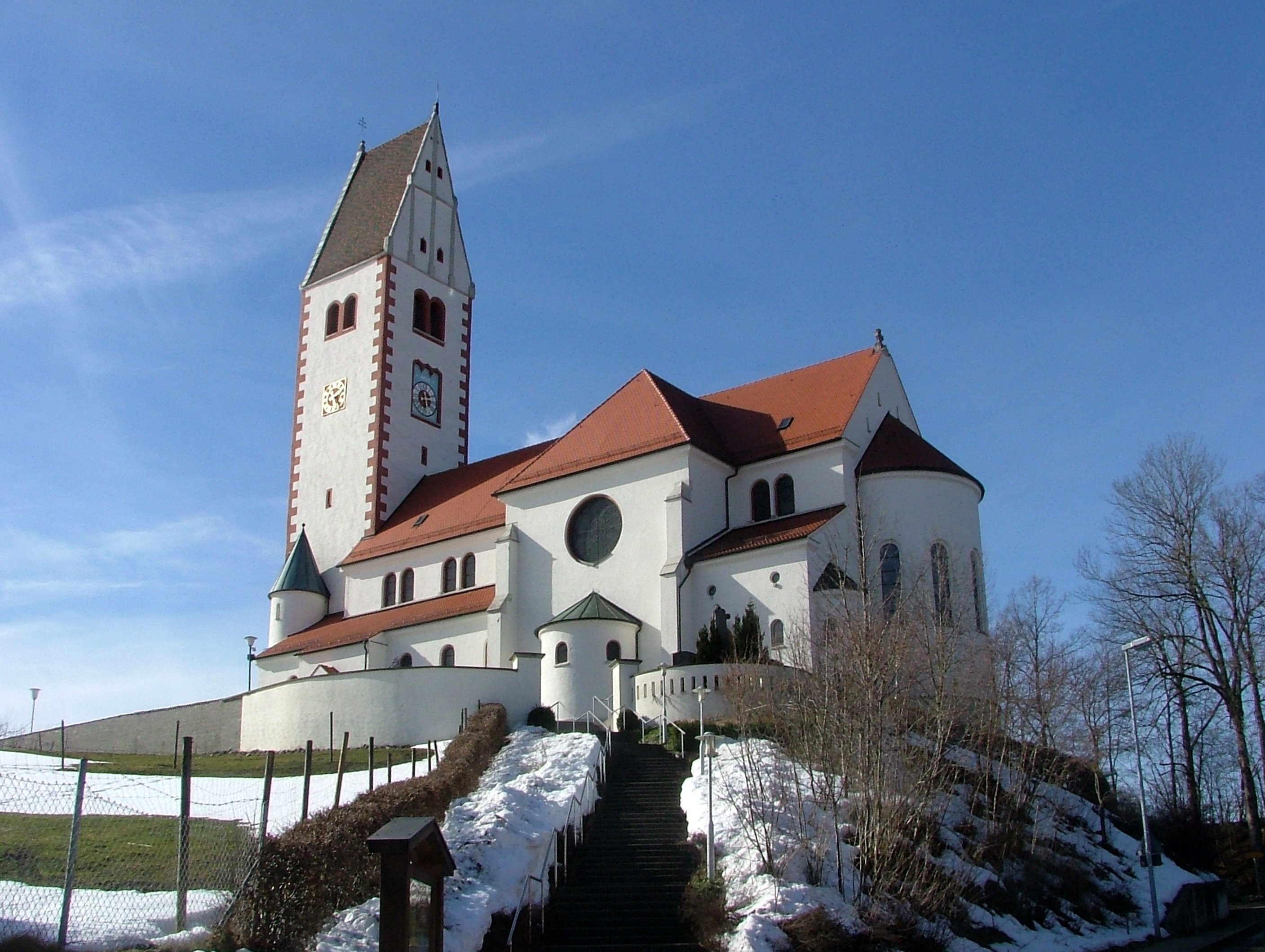
Die Kirche in Hauerz

- Eintürnen (mit Eintürnenberg) (873)[5]
- Gospoldshofen (607)[6]
- Haidgau (999)[7]
- Hauerz (1221)[8]
- Seibranz (1298)[9]
- Unterschwarzach (1304)[10]
- Ziegelbach (978)[11]

### Nachbargemeinden
Die Stadt grenzt an zwei Gemeinden im Landkreis Biberach sowie zwei Städte und vier Gemeinden im Landkreis Ravensburg. Diese sind, im Norden beginnend, im Uhrzeigersinn: Eberhardzell und Rot an der Rot im Kreis Biberach sowie Aitrach, Aichstetten, Leutkirch im Allgäu, Kißlegg, Wolfegg und Bad Waldsee im Landkreis Ravensburg.

## Geschichte

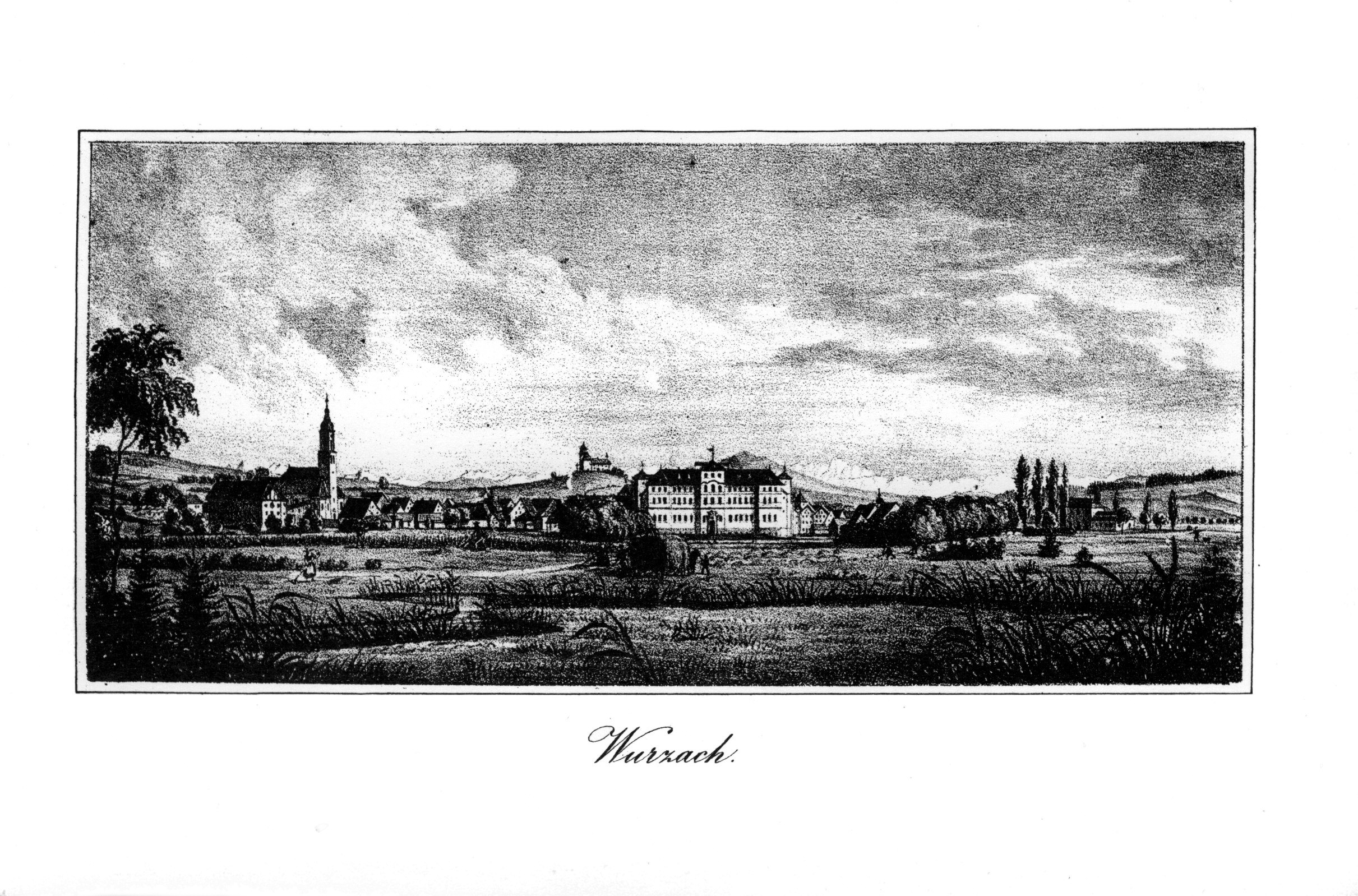
Wurzach 1843, Ansicht von Norden, mit Stadtpfarrkirche, Gottesbergkirche und Schloss

### Bis zum 19. Jahrhundert
Erstmals urkundlich erwähnt wurde der Ort am 13. Juni 1273 als „Oppidum Wurzun“. Am 27. Mai 1333 verlieh Kaiser Ludwig der Bayer Hans Truchsess von Waldburg für die „Stadt Wurzun“ das Memminger Stadtrecht (mit dem Stadtrecht erhielt Wurzach das Recht der niederen Gerichtsbarkeit, das Marktrecht und das Recht und die Pflicht der Ummauerung). 1514 wurde die Leinwandschau (Prüfung) eingerichtet. Ab 1515 begann die Errichtung des Frauenklosters Maria Rosengarten. Am 14. April 1525 kam es im Rahmen des Bauernkriegs zur Schlacht am Leprosenberg in Wurzach. Im Jahr 1637 lebten durch die Einwirkungen des Dreißigjährigen Kriegs und Seuchen nur noch 19 Bürger in Wurzach. 1675 entstand die Herrschaft Waldburg-Zeil-Wurzach. Um die noch 1780 aus nicht mehr als 100 Einwohnern bestehende Gemeinde zu erweitern, förderte Graf Eberhard Ernst den Zuzug von Neubürgern, vor allem Gewerbetreibenden, durch besondere Privilegien. 1806 kam die Herrschaft Wurzach an das Königreich Württemberg und wurde zunächst dem Oberamt Waldsee und ab 1810 dem Oberamt Leutkirch zugeordnet. 1813 und 1814 wurden während des Befreiungskrieges in Wurzach insgesamt 35.301 Soldaten verpflegt, das Leprosenhaus diente für 4.003 Mann als Lazarett. Sechzehn Soldaten starben während des Aufenthalts am Leprosenhaus.
Ein zusätzliches fürstliches Amt bestand noch bis 1849, in welchem der württembergische Staat dem Fürsten von Waldburg-Zeil-Wurzach besondere standesherrliche Verwaltungsrechte vor Ort zugestand. Dieses Recht wurde nach dem Abschluss der Märzrevolution aufgehoben.

### 20. und 21. Jahrhundert
Im Jahr 1903 erlosch die herrschaftliche Linie Waldburg–Zeil–Wurzach.
1904 wurde die Bahnstrecke Roßberg–Wurzach eröffnet. Ab 1936 kam es zur Abgabe der ersten Moorbäder in Maria Rosengarten. Mit Auflösung des Oberamtes Leutkirch von 1806 bis 1934, danach des Kreises Leutkirch von 1934 bis 1938, bei der Verwaltungsreform während der NS-Zeit in Württemberg kam die Stadt 1938 zum Landkreis Wangen.
1945 wurde der Ort Teil der Französischen Besatzungszone und erfuhr somit 1947 die Zuordnung zum neu gegründeten Land Württemberg-Hohenzollern, welches 1952 im Land Baden-Württemberg aufging.
Das Wurzacher Schloss wurde nach der Auflösung des katholischen Priesterseminars ab Anfang des Zweiten Weltkrieges als Kriegsgefangenenlager für französische Offiziere genutzt. Nach der Besetzung der britischen Kanalinseln wurden von dort Zivilisten als Internierte bis zum Kriegsende im Schloss untergebracht. In den ersten Nachkriegsjahren gab es nur wenig Kontakte der ehemaligen Deportierten nach Oberschwaben. 1970 kam die erste Besuchergruppe zum 25. Jahrestag der Befreiung nach Wurzach. Seither gibt es viele Begegnungen, 2002 kam es zu einer Städtepartnerschaft zwischen Saint Helier und Wurzach.
1936 wurde der Kurbetrieb aufgenommen und 1950 dem Ort das Prädikat Bad zugesprochen. Mit der Gemeindereform 1972 wurden die in der Stadtgliederung genannten Ortsteile in die Stadt Bad Wurzach eingemeindet. 1973 erfolgte die Zuordnung zum Landkreis Ravensburg. Seit 1996 wurde der Ort umfangreich im Rahmen der Stadtsanierung restauriert und erneuert.
Am 21. Februar 2025 wurde vor dem ehemaligen Spital an der Marktstraße der erste Stolperstein verlegt. Er erinnert an dem SPD-Politiker Clemens Högg, der 1880 dort geboren wurde und kurz vor dem Ende des Zweiten Weltkriegs in KZ Bergen-Belsen starb.

### Eingemeindungen
Im Zuge der Gemeindegebietsreform in Baden-Württemberg wurden folgende bis dahin selbständigen Gemeinden nach Bad Wurzach eingemeindet:
- 1. Juni 1972: Arnach, Eintürnen und Ziegelbach[14]
- 1. Juli 1972: Hauerz[14]
- 1. Dezember 1972: Gospoldshofen[14]
- 1. Januar 1973: Dietmanns und Haidgau[14]
- 1. Januar 1975: Seibranz und Unterschwarzach[15]

Haidgau gehörte bereits vor der Kreisreform zum Landkreis Ravensburg. Unterschwarzach und Dietmanns gehörten zum Landkreis Biberach, die übrigen Gemeinden gehörten zum Landkreis Wangen.

### Geschichte der Ortsteile
| Arnach          | Arnach: um 950 wird in einer Schenkungs-Urkunde ein Ritter Berngarius de Arnanc erwähnt. Bis 1806 wurde der Zehnte an das Collegiatsstift Wolfegg bezahlt, nach dessen Mediatisierung an den Fürsten von Waldburg-Wolfegg-Waldsee. Von 1806 bis 1934 war es eine selbständige Gemeinde des Oberamtes Waldsee, und danach 1934 bis 1938 Kreis Waldsee, danach bis 1972 des Landkreises Wangen |
| Dietmanns       | Dietmanns, vormals zur Grafschaft Wolfegg gehöriges Pfarrdorf, das von 1806 bis 1934 zum Oberamt Waldsee zählte und danach 1934 bis 1938 zum Kreis Waldsee und danach bis 1972 dem Landkreis Biberach angegliedert war. |
| Eintürnen       | Eintürnen, seit ca. 1500 zur Grafschaft Wolfegg gehörig und 1824 bis 1934 zu einer selbständigen Gemeinde des Oberamtes Waldsee und danach 1934 bis 1938 zum Kreis Waldsee erhobenes Dorf, das ab 1938 dem Landkreis Wangen angehörte |
| Gospoldshofen   | Gospoldshofen, 1823 bis 1934 aus der Stadtgemeinde Wurzach ausgegliedertes und zur selbstständigen Gemeinde des Oberamtes Leutkirch, und danach 1934 bis 1938 Kreis Leutkirch erhobenes Dorf. 1938 kam es zum Landkreis Wangen |
| Haidgau         | Haidgau, früher auch Heidgau geschrieben, gehörte zur Grafschaft Wolfegg. Erste Erwähnung erfolgte bereits 797 in einer Urkunde des Klosters Sankt Gallen. Von 1806 bis 1934 war es eine selbstständige Gemeinde im Oberamt Waldsee, danach 1934 bis 1938 Kreis Waldsee, danach des Landkreises Ravensburg                                                                                   |
| Hauerz          | Hauerz: Grundherr war einst der Fürst von Waldburg zu Zeil-Wurzach. Hauerz wurde 1806 bis 1934 eine selbständige Gemeinde des Oberamtes Leutkirch, und danach 1934 bis 1938 Kreis Leutkirch und kam 1938 zum Landkreis Wangen |
| Seibranz        | Seibranz, einst größtenteils dem Fürsten von Waldburg-Zeil zehntpflichtig. Von 1806 bis 1934 Gemeinde des Oberamtes Leutkirch, danach 1934 bis 1938 Kreis Leutkirch, dann des Landkreises Wangen |
| Unterschwarzach | Unterschwarzach, einst den Grafen von Waldburg-Wolfegg-Waldsee gehöriges kleines Pfarrdorf, von 1806 bis 1934 Gemeinde des Oberamtes Waldsee, danach 1934 bis 1938 Kreis Waldsee, danach bis 1972 dem Landkreis Biberach angegliedert |
| Ziegelbach      | Ziegelbach, einst zur Grafschaft Wolfegg gehörig, von 1806 bis 1934 Gemeinde im Oberamt Waldsee, danach 1934 bis 1938 Kreis Waldsee, ab 1938 Landkreis Wangen und seit der Kreisreform 1973 ist es ein teil vom Landkreis Ravensburg. |

Siehe hierzu auch Oberamt Waldsee bzw. Leutkirch, jeweils Volltext in Wikisource.

## Religion

### Christentum
70 % der Einwohner von Bad Wurzach sind römisch-katholisch, 8 % evangelisch.

#### Evangelisch
Der erste evangelische Gottesdienst wurde in Bad Wurzach 1871 in der Leprosenkapelle vor der Stadt gehalten. Es lebten lange Zeit nur sehr wenige evangelische Christen in der Stadt.

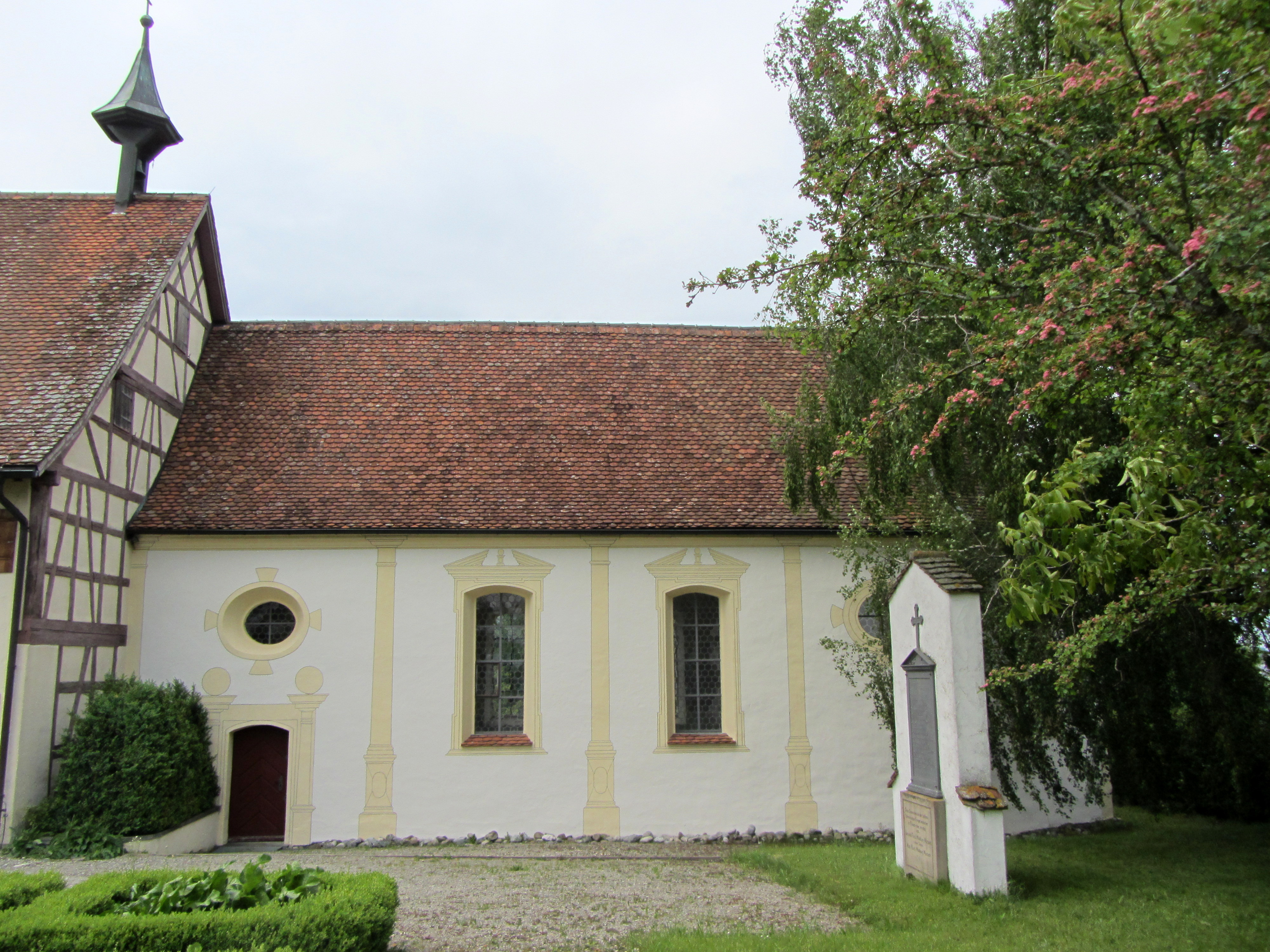
Die Leprosenkapelle war von 1871 bis 1959 Gottesdienstort der evangelischen Gemeinde Bad Wurzach

Das änderte sich in den Jahren nach dem Zweiten Weltkrieg, als ihre Zahl erheblich anstieg. 1946 bis 1949 wurden die Gemeindeglieder auf die Nachbargemeinden Leutkirch im Allgäu, Bad Waldsee und Marstetten (bei Aitrach) verteilt, und die Gottesdienste feierte man alle vier Wochen in der Leprosenkapelle. Am Pfingstsonntag 1949 wurde bereits der erste evangelische Pfarrer der Gemeinde einbestellt. In jenem Jahr lebten in Bad Wurzach und Umgebung 400 Gemeindeglieder. Jetzt fanden die Gottesdienste sonntäglich statt, außerdem gab es sogenannte „Außengottesdienste“ in der Umgebung.
Im Jahre 1950 wurde die evangelische Kirchengemeinde Bad Wurzach offiziell als selbständig anerkannt. Am 31. Mai 1958 erfolgte die Grundsteinlegung für einen Kirchbau, mit dessen Planung der Architekt Werner Starke in Langenargen beauftragt wurde. Nach dessen plötzlichem Tod übernahm Professor Erhard Lucas in Berlin die Bauleitung. Bereits am 22. August 1958 konnte Richtfest gefeiert werden. Ein Jahr später – am 4. Oktober 1959 – erfolgte die Einweihung der Kirche. Ihr Geläut wurde im Jahre 1966 eingebracht: drei von der Glocken- und Kunstgießerei Rincker in Sinn gegossene Glocken. Eine Orgel erhielt die Kirche im Jahre 1971. Sie wurde vom Orgelbau Friedrich Weigle in Leinfelden-Echterdingen erstellt.
Heute leben etwas über 1.000 evangelische Kirchenglieder in Bad Wurzach und neun Außendörfern. Mit Pfarrerin Silke Kuczera die Pfarrstelle innehat, amtiert zum ersten Mal eine weibliche Geistliche in der Stadt. Seit 2024 teilt sie sich die Pfarrei mit der Pfarrerin Cora Böttiger, welche für die Teilorte zuständig ist. Die Gemeinde gehört zum Kirchenbezirk Ravensburg in der Evangelischen Landeskirche in Württemberg.

#### Römisch-katholisch
Zur römisch-katholischen Seelsorgeeinheit Bad Wurzach im Bistum Rottenburg-Stuttgart gehören die Kirchengemeinden St. Verena (Bad Wurzach), St. Ulrich und St. Margaretha (Arnach), St. Ulrich und Margareta (Dietmanns), St. Jakobus (Eggmannsried), St. Martin (Eintürnenberg), St. Nikolaus (Haidgau), St. Martin (Hauerz), St. Ulrich (Seibranz), St. Gallus (Unterschwarzach) und Unsere liebe Frau (Ziegelbach).

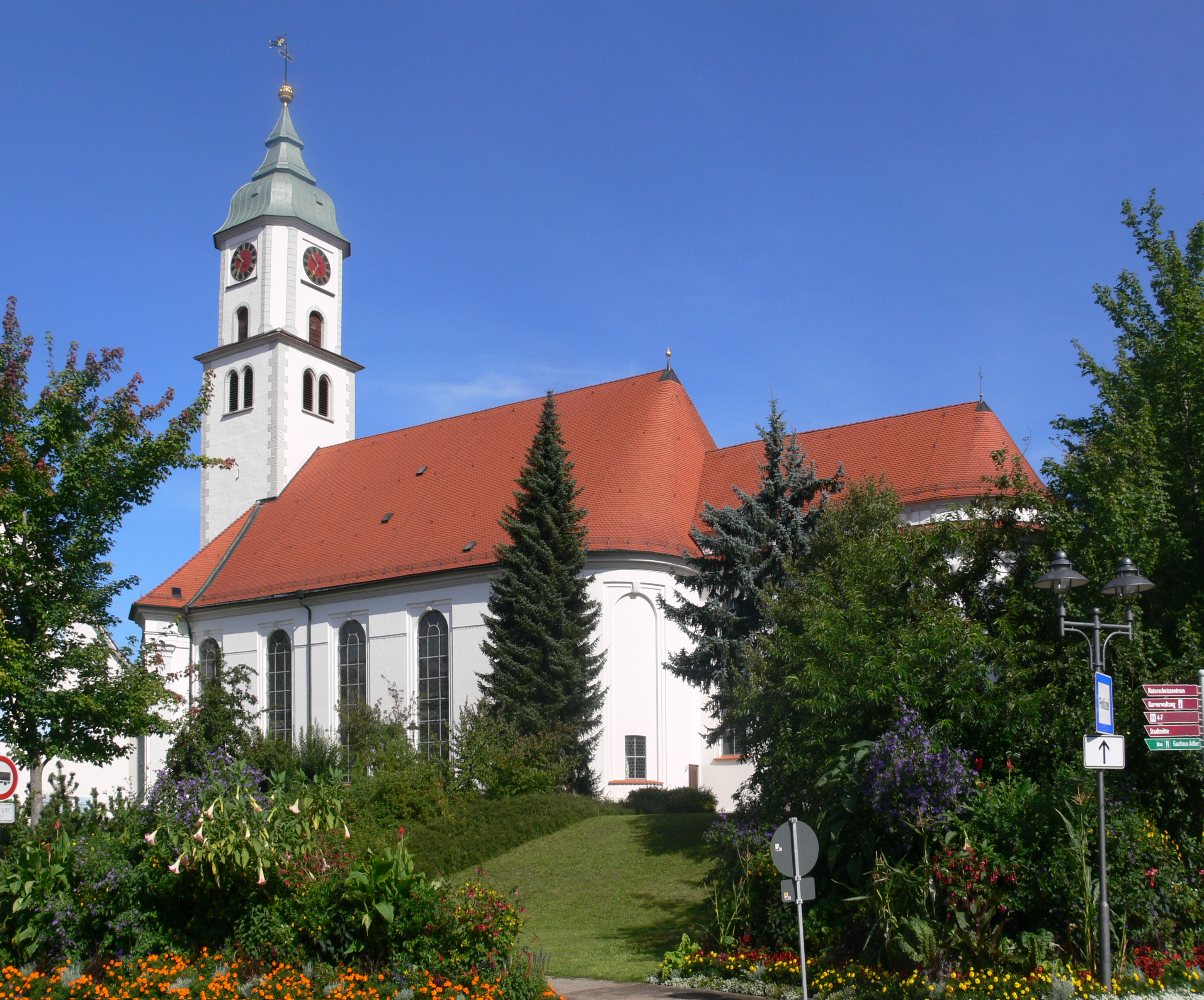
St. Verena (Bad Wurzach)
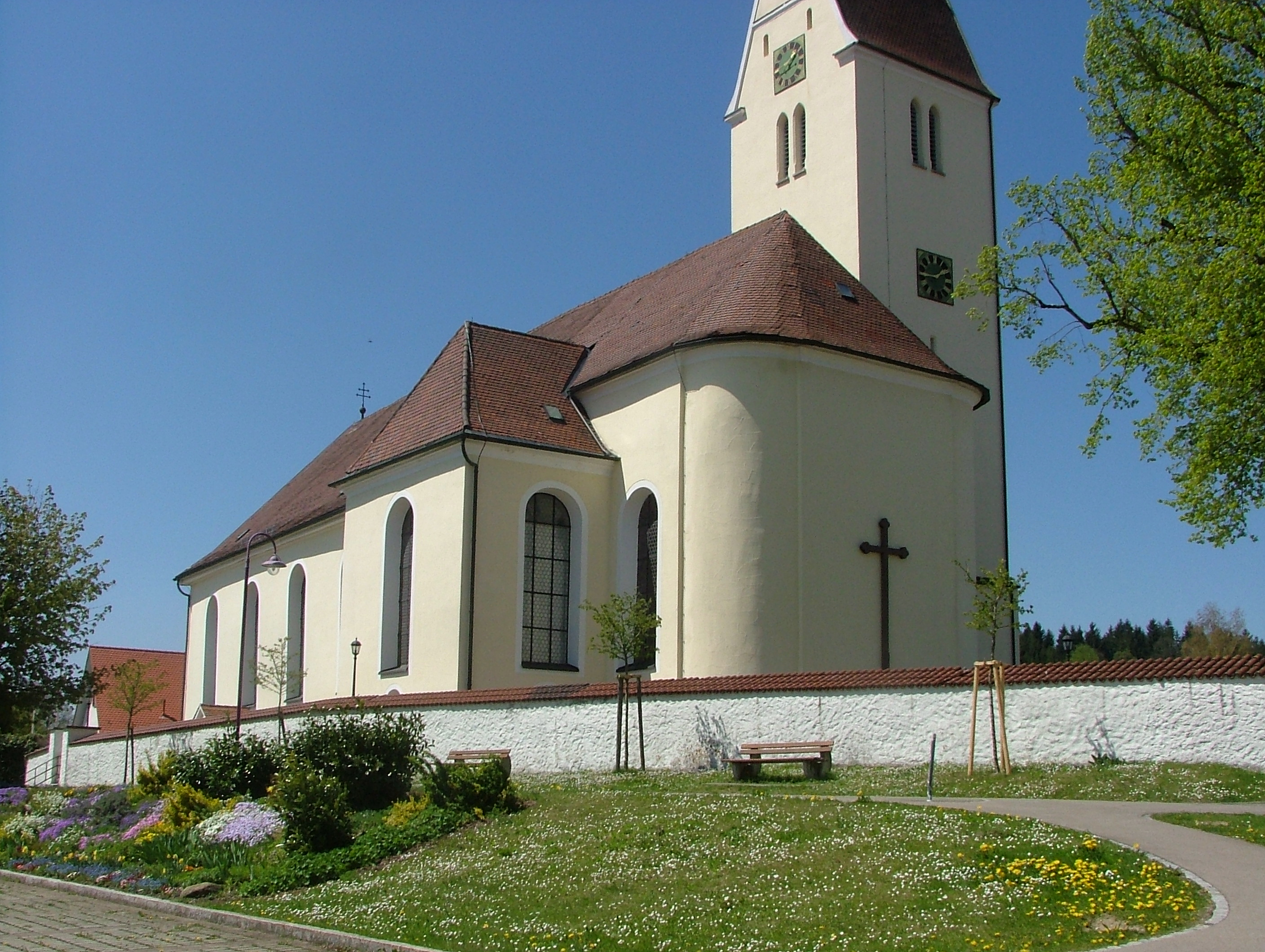
St. Ulrich und St. Margaretha (Arnach)
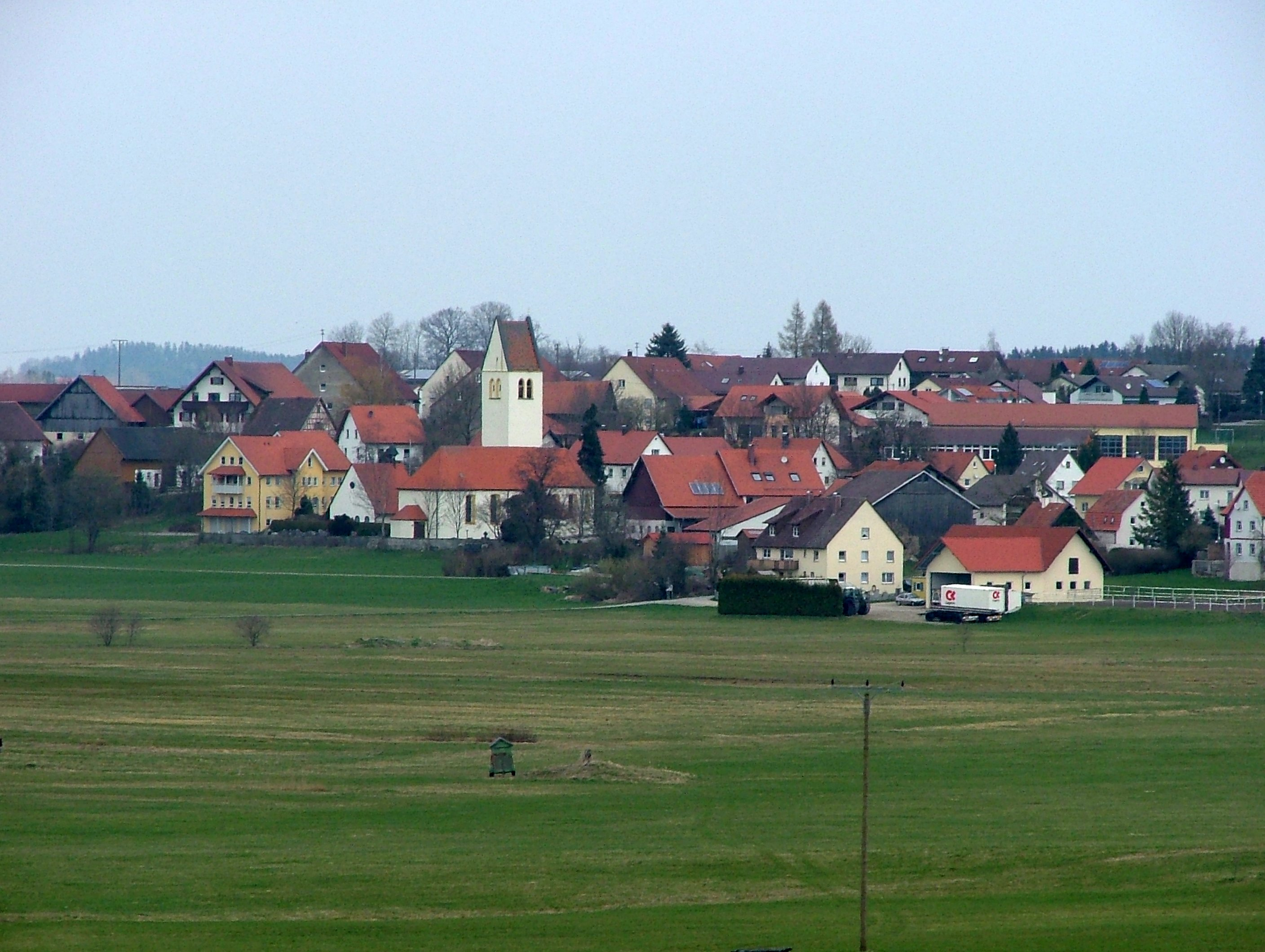
St. Ulrich und Margareta (Dietmanns)
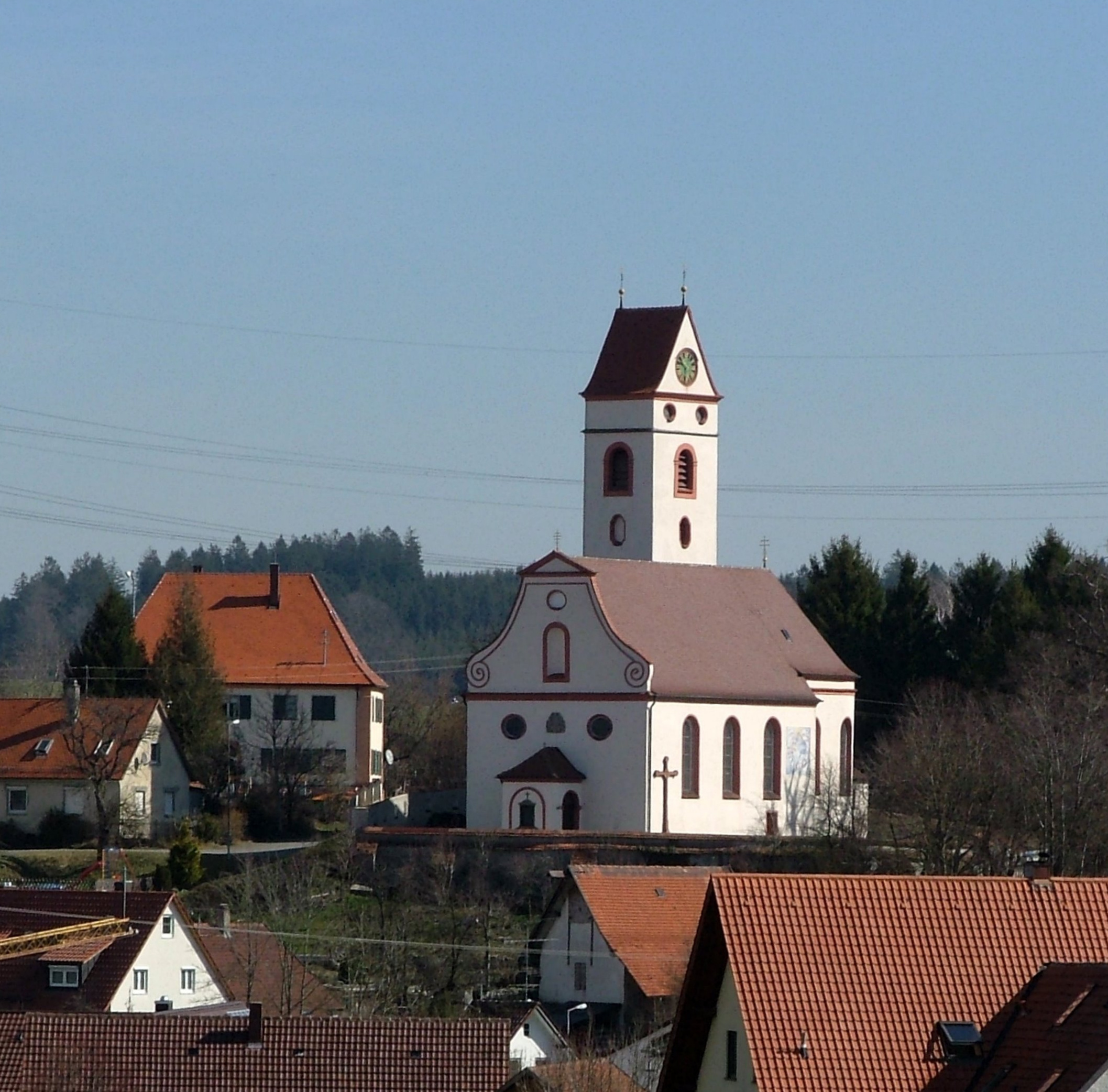
St. Jakobus (Eggmannsried)
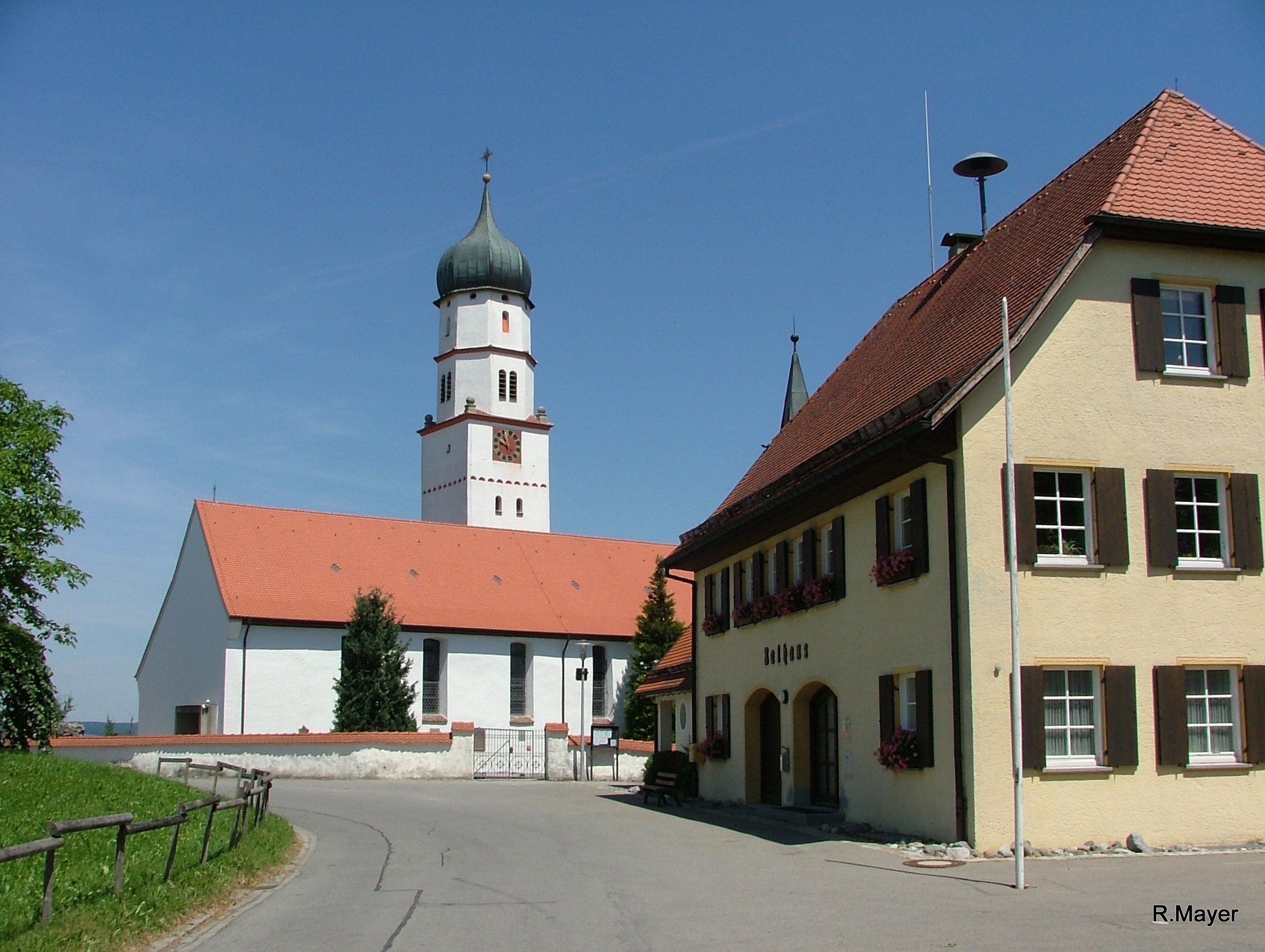
St. Martin (Eintürnenberg)
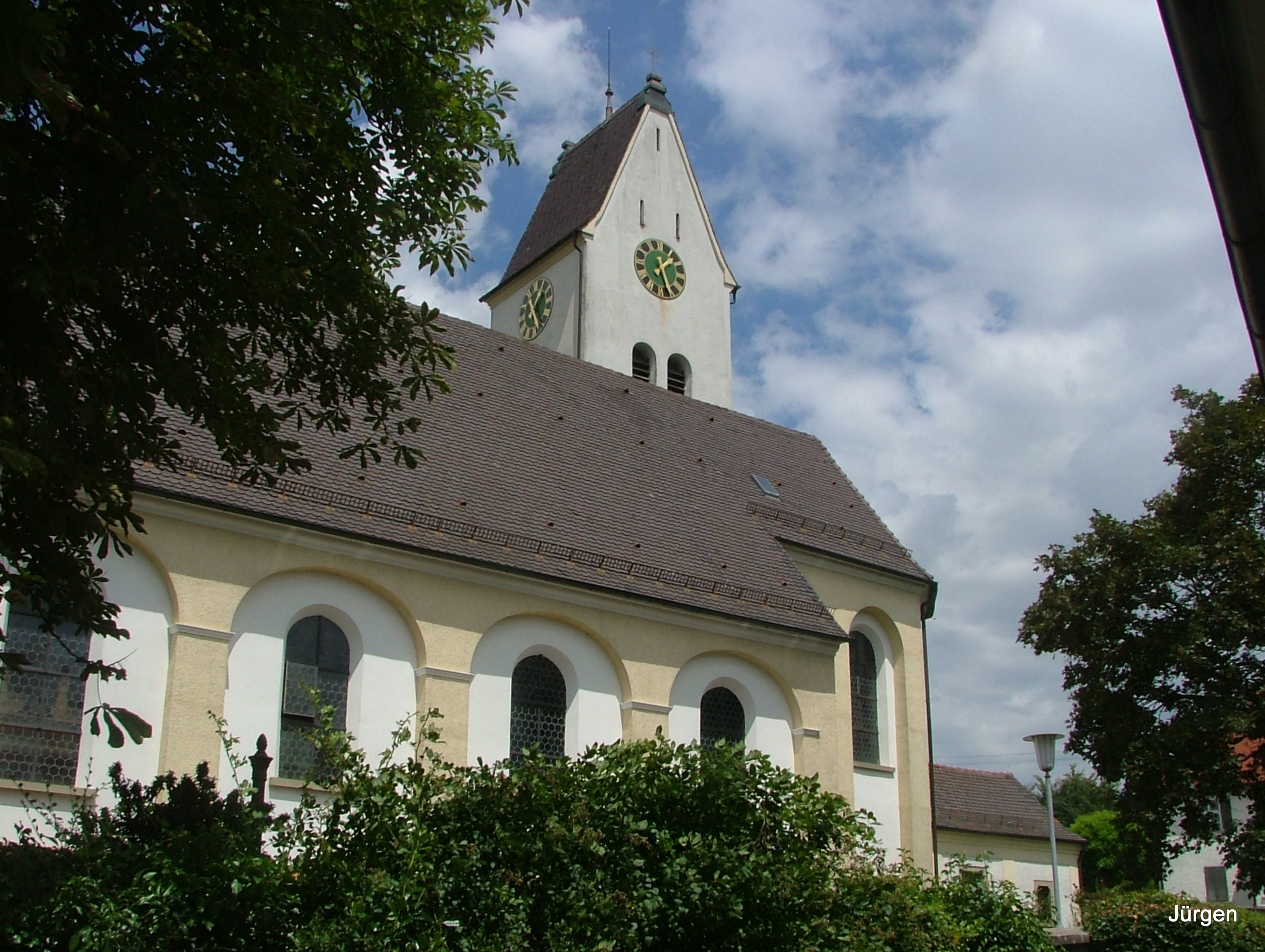
St. Nikolaus (Haidgau)
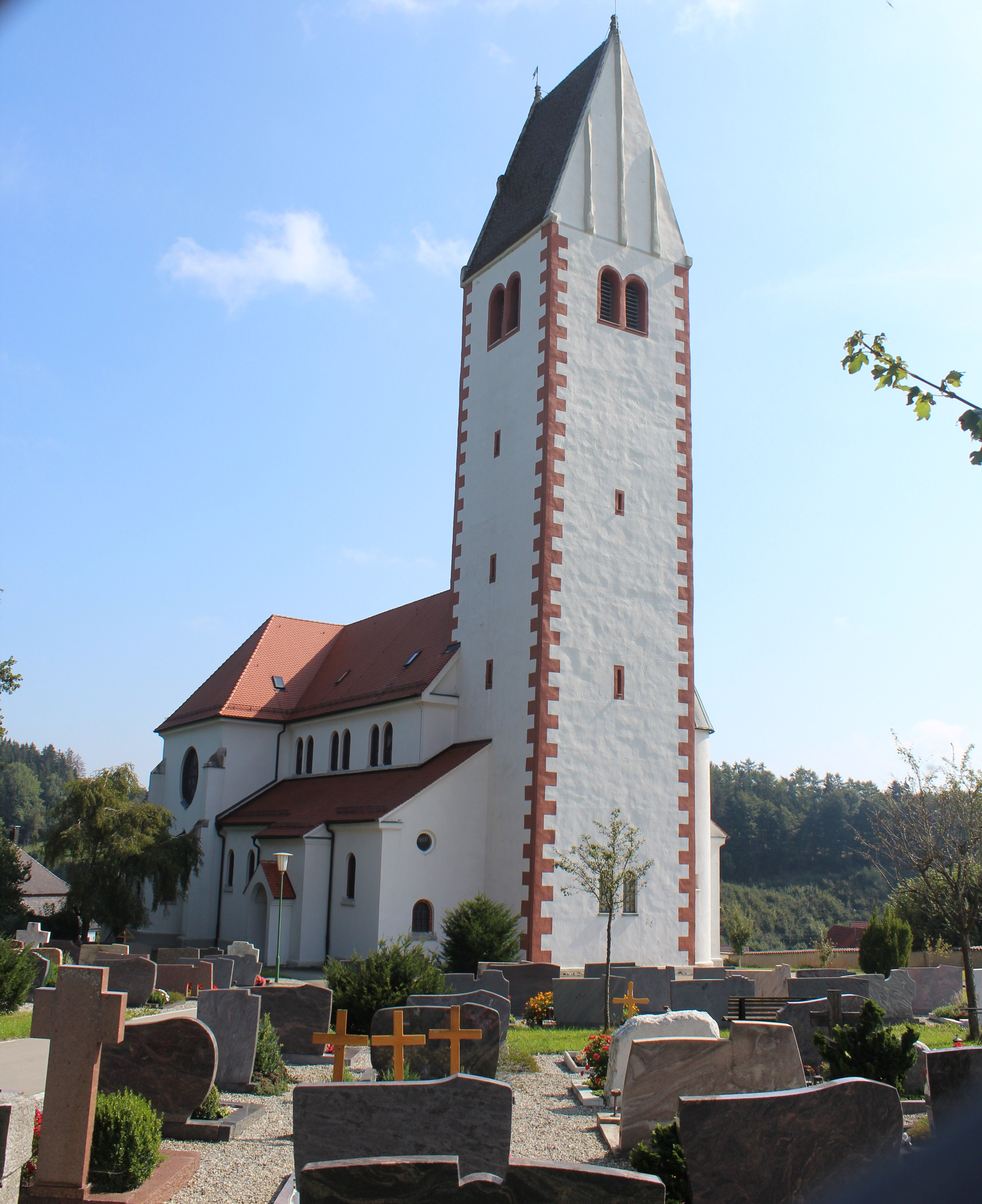
St. Martin (Hauerz)
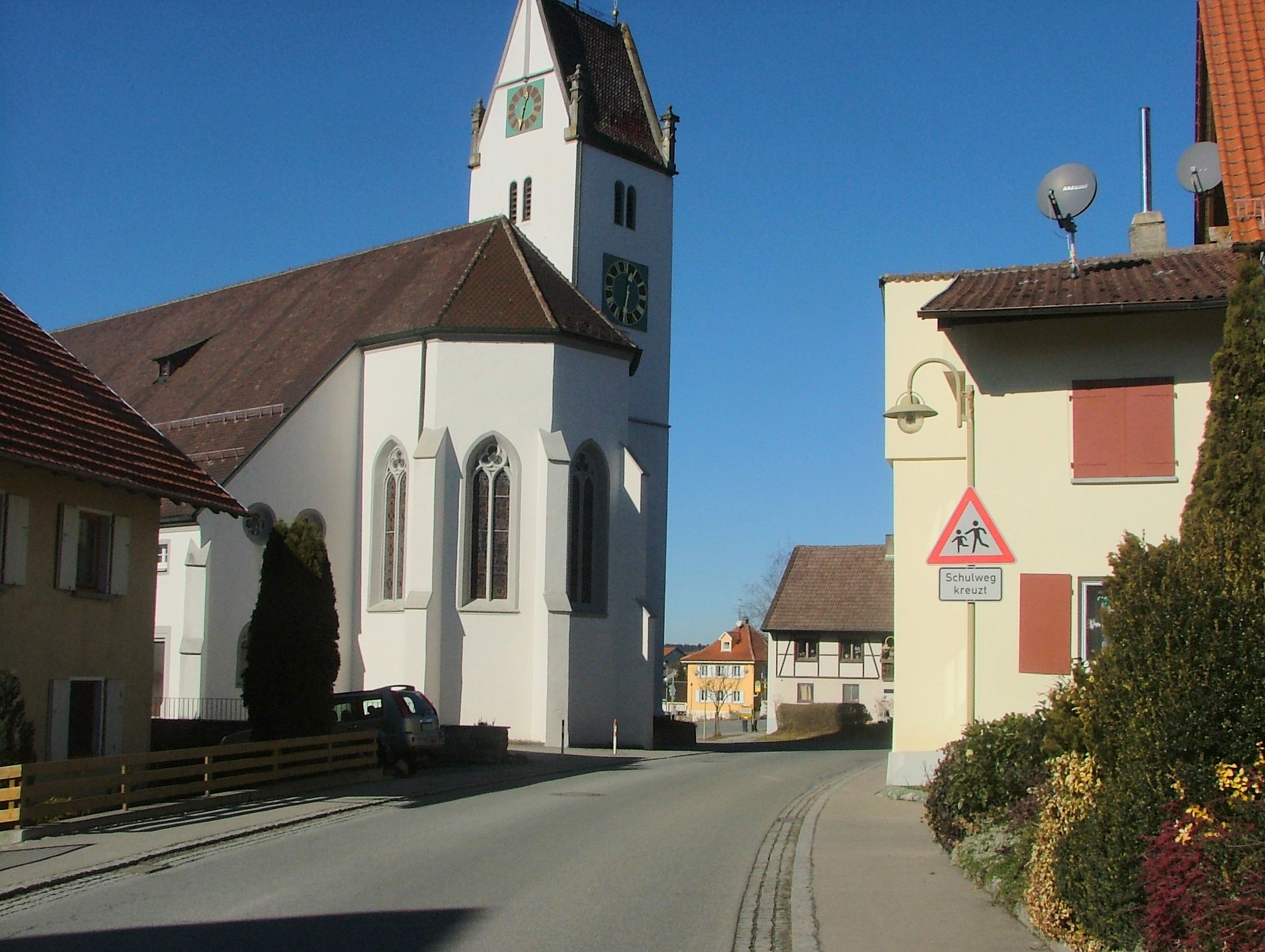
St. Ulrich (Seibranz)
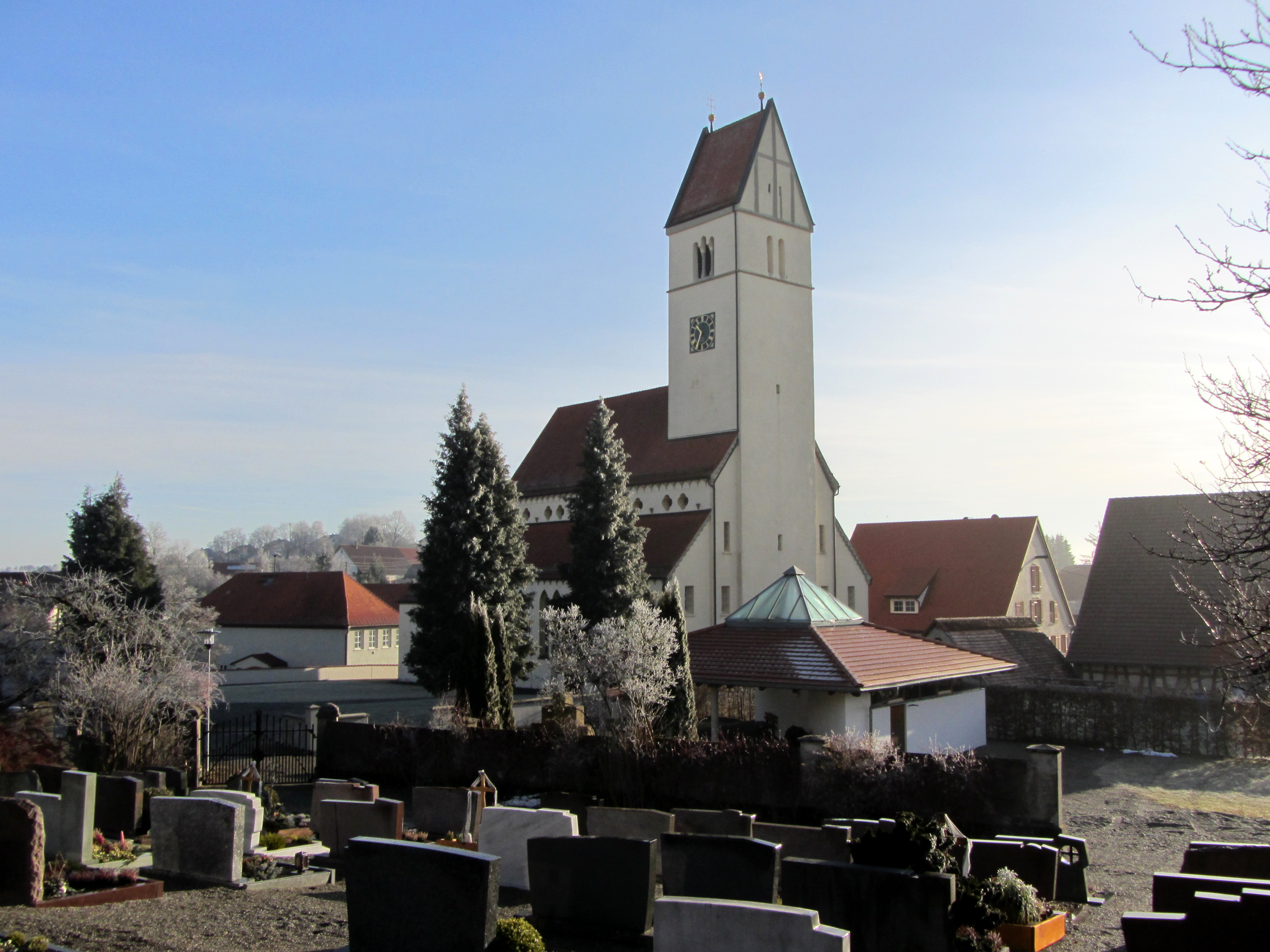
St. Gallus (Unterschwarzach)
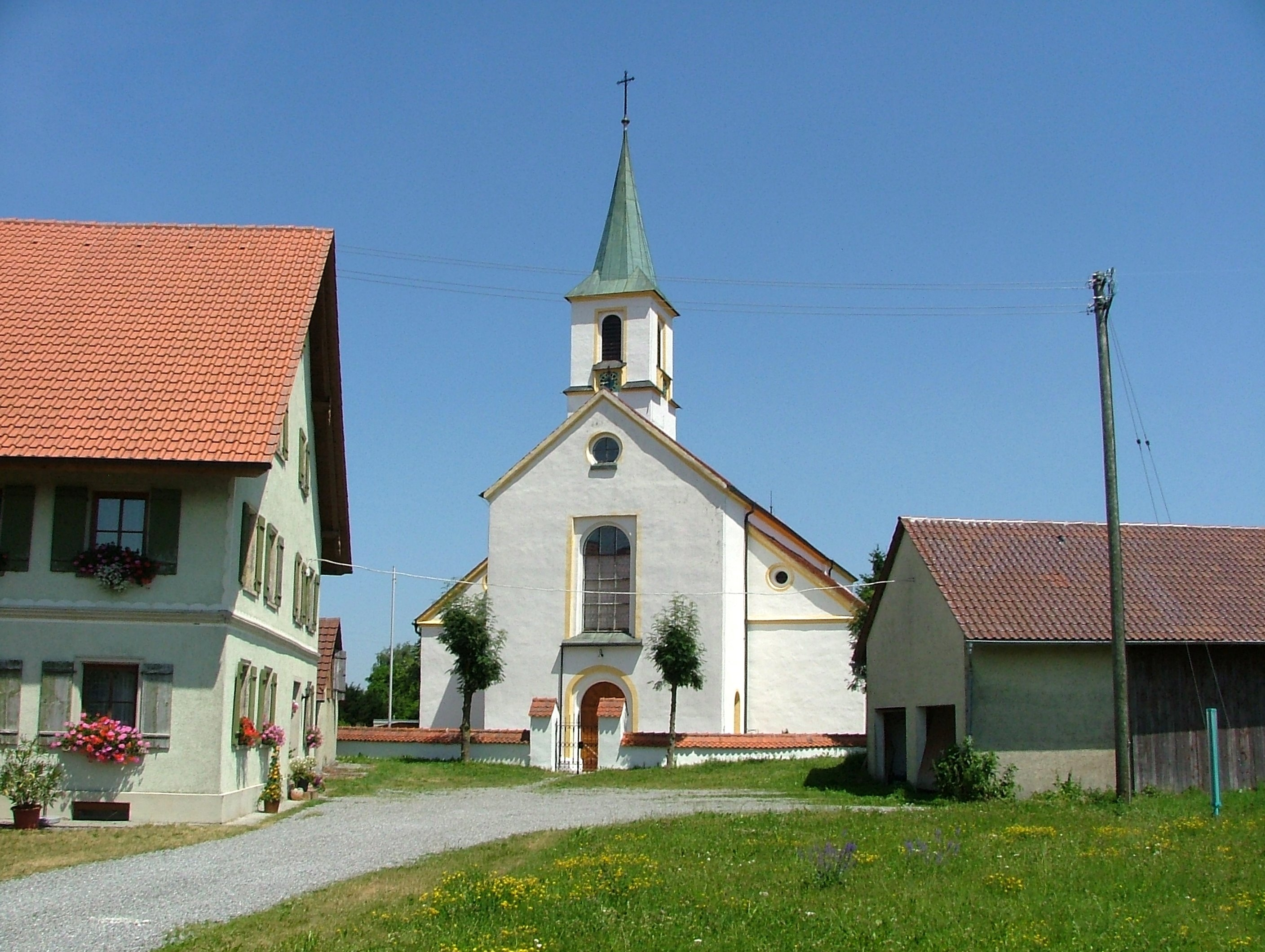
Unsere liebe Frau (Ziegelbach)

Der römisch-katholische Kartäuserorden betreibt in Bad Wurzach mit der Kartause Marienau ein Kloster.

## Politik

### Gemeinderat
- Grüne: 2
- MiWu: 2
- FW: 8
- CDU: 10

Die Kommunalwahl vom 9. Juni 2024 brachte folgendes Ergebnis:
- CDU: 10 Sitze (± 0)
- FWV: 08 Sitze (− 1)
- Mir Wurzacher (MiWu): 02 Sitze (− 1)
- Grüne: 02 Sitze 0(+ 2)

### Bürgermeister
Bei der Bürgermeisterwahl am 22. April 2018 gaben 11.304 Wahlberechtigte 5.919 gültige Stimmen ab. Das entsprach einer Wahlbeteiligung von 52,6 %. Alexandra Scherer wurde bei insgesamt fünf Mitbewerbern mit 78,7 % der gültigen Stimmen zur Bürgermeisterin gewählt.

### Wappen
| Wappen der Stadt Bad Wurzach | Blasonierung: „In Silber (Weiß) ein aufrechter roter Krebs.“ |
| Wappen der Stadt Bad Wurzach | Wappenbegründung: Der Krebs ist schon im frühesten bekannten Stadtsiegel zu erkennen, das in einem Abdruck aus dem Jahre 1390 belegt ist. Vermutlich bezog sich diese Wappenfigur auf den Krebsreichtum der Ach. Von 1558 an sind drei Krebse in den Stadtsiegeln nachweisbar. Diese wurden schließlich auf einem Schrägbalken hintereinander abgebildet. Da dieses Wappen wegen der Kleinheit der Krebse in den Dienstsiegeln kaum zu identifizieren war und da auch farbliche Regelwidrigkeiten dieses Wappens, das in silbernem Schild einen mit drei roten Krebsen belegten schwarzen Schrägbalken aufwies, beseitigt werden sollten, griff die Stadt wieder auf die ursprüngliche Wappenform zurück. Das Innenministerium hat das berichtigte Wappen am 26. Mai 1966 verliehen, während die schon vor 1914 rechtmäßig geführte dreibahnige Flagge gültig blieb. |

### Städtepartnerschaften
Die Stadt unterhält partnerschaftliche Beziehungen zu:
- Luxeuil-les-Bains in Frankreich (seit 1988)
- Wallingford im Vereinigten Königreich (seit 2000)
- Popielów in Polen (seit 2000)
- Saint Helier auf Jersey (seit 2002)

## Kultur und Sehenswürdigkeiten

Die sogenannte Schleife 4 des Oberschwäbischen Pilgerweges führt den Wanderer auch durch Bad Wurzach

### Touristische Rad- und Wanderwege
Die Oberschwäbische Barockstraße und die Schwäbische Bäderstraße führen durch Bad Wurzach. Auch der Oberschwäbische Pilgerweg durchläuft die Stadt auf der Schleife 4.
Radwege
- Bad Wurzach hat fünf ausgeschilderte Radtouren in und um Bad Wurzach
- Fernradwege wie der Schwäbische Bäderradweg, der Fernradweg Oberschwaben-Allgäu, der Rotradweg und die Radrunde Allgäu führen ebenfalls durch die Stadt.

Wanderwege
- 18 Wandertouren von einfach bis anspruchsvoll führen durch das Umland von Bad Wurzach und rund um das europadiplomierte Wurzacher Ried.
- Ebenso befindet sich Bad Wurzach auf der Wiesengängerroute, eine von drei Strecken der Wandertrilogie Allgäu. Bad Wurzach ist ein Portalort der Wandertrilogie Allgäu für den Themenraum Naturschatzkammer.

### Museen

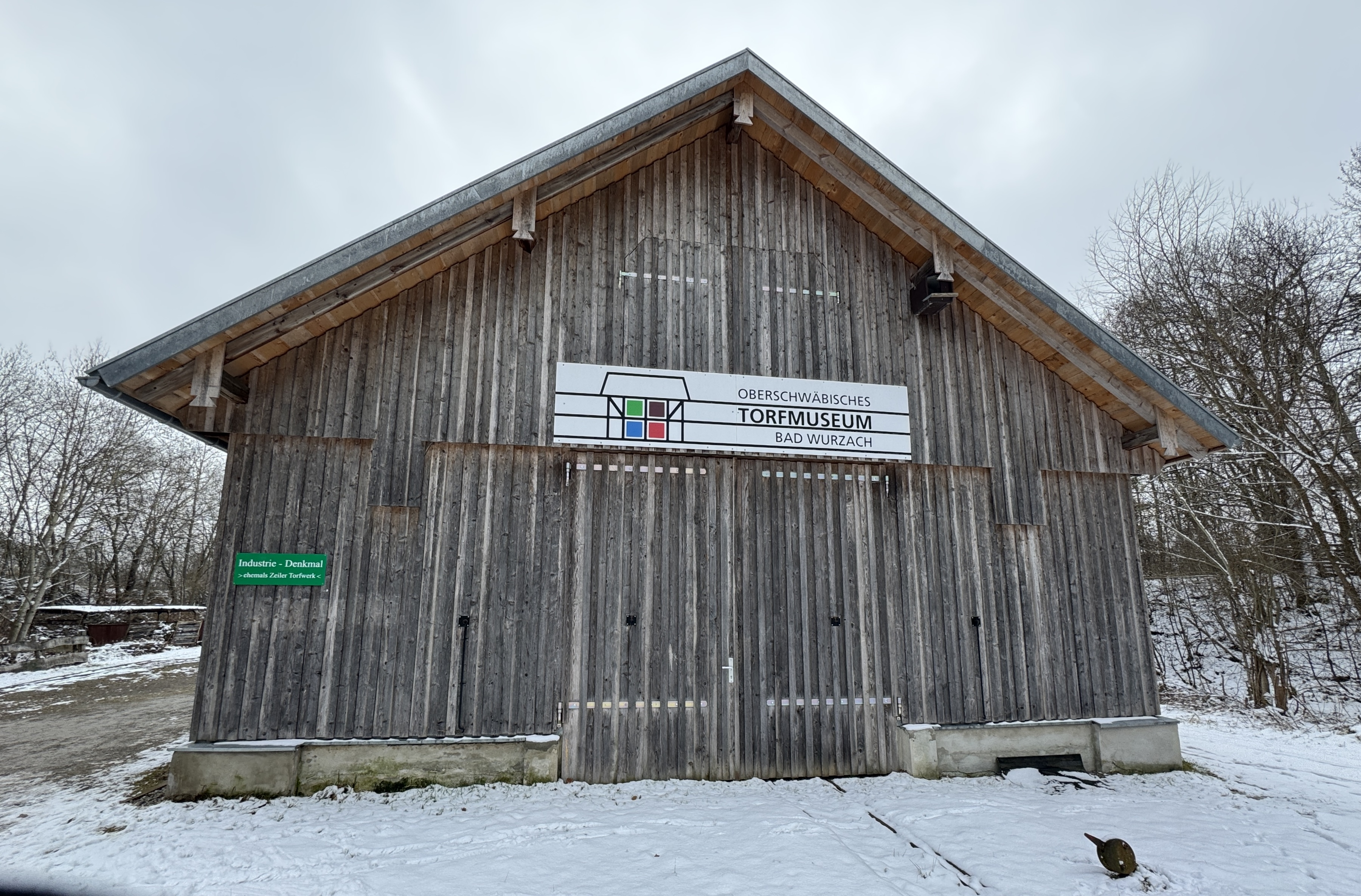
Oberschwäbisches Torfmuseum

- Leprosenhaus, ehemaliges Leprosorium, Geburtshaus des Malers Sepp Mahler, Museum zur Geschichte des Hauses und Sepp-Mahler-Galerie.
- Das Käserei-Museum der Käserei Vogler zeigt, wie vor hundert Jahren und in den 1930er Jahren Käse im Allgäu produziert wurde. Um das Museum zu finanzieren, wurde die so genannte „Käse-Aktie“ als Genuss-Schein herausgegeben.
- Oberschwäbisches Torfmuseum mit Lehrpfad „Auf den Spuren der Torfstecher“
- Torfbahn im Wurzacher Ried: Sonderfahrten mit der Feldbahn (600 mm Spurweite) ab dem Zeiler Torfwerk (direkt an der Bundesstraße 465) zum Torfwerk Haidgau finden an jedem zweiten und vierten Sonntag im Monat statt.
- „Moor Extrem“, Ausstellung im Naturschutzzentrum[23]

### Bauwerke

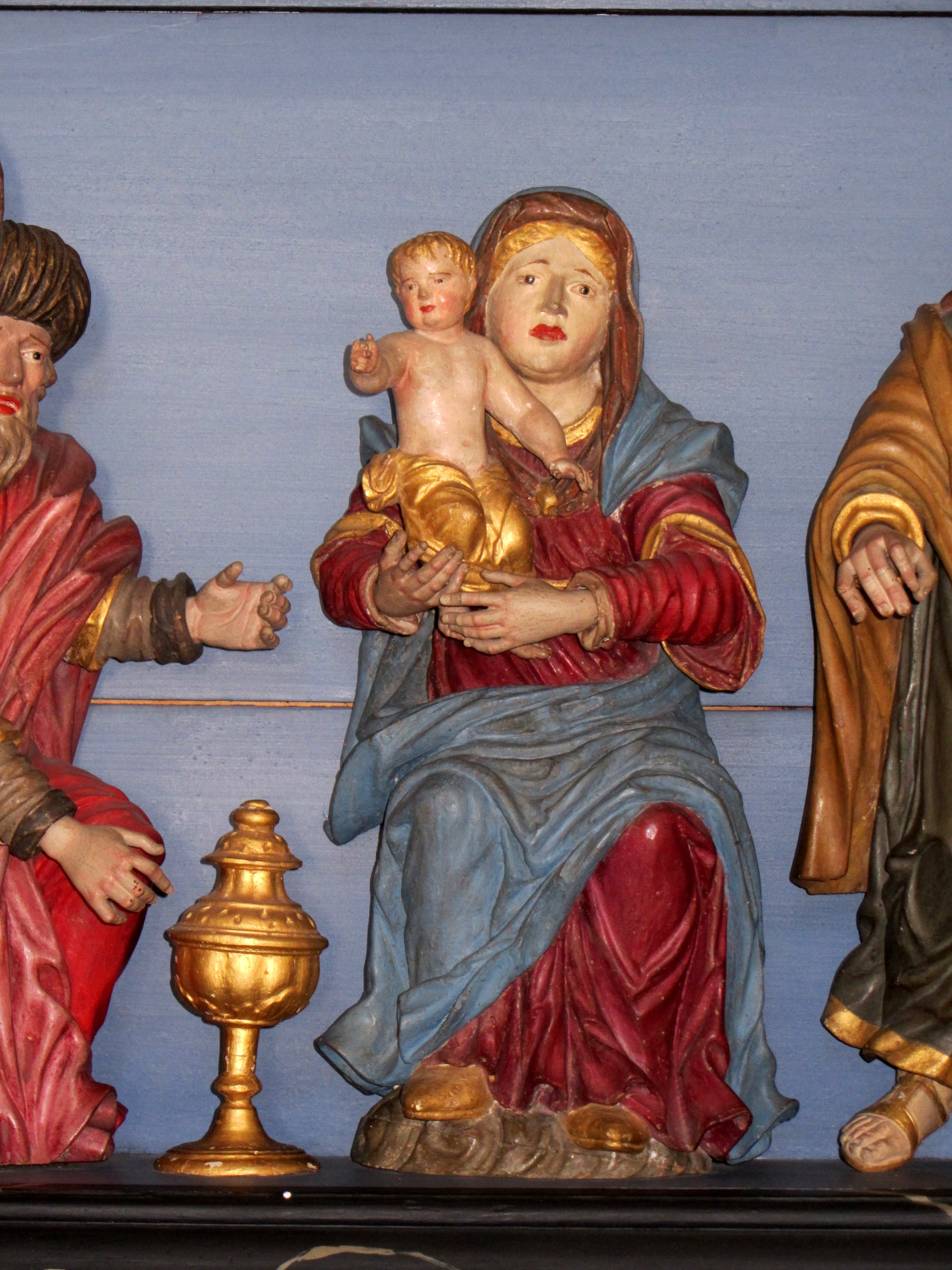
Madonna aus der Schlosskapelle

- Schloss Bad Wurzach, ehemaliges waldburgisches Schloss mit einem bedeutenden Barocktreppenhaus von 1728
- Ehemaliges Kloster „Maria Rosengarten“ mit Rokoko-Hauskapelle von 1763
- Salvatorianerkloster Gottesberg, Kloster des Salvatorianerordens auf dem Gottesberg über der Stadt
- Katholische Pfarrkirche St. Verena, frühklassizistische Kirche von 1775–1777
- Gottesberg, Wallfahrtskirche von 1709; Heilig-Blut-Reliquie; Reiterprozession „Blutritt“ am zweiten Freitag im Juli.
- Kartause Marienau, einziges Kartäuserkloster im deutschsprachigen Raum. Die Kartause kann nicht besichtigt werden.
- Ehemaliges Leprosenhaus (siehe Museen)

Auf dem Stadtgebiet von Bad Wurzach befinden sich 43 Kapellen, darunter die Kapelle Heilig Kreuz.

### Naturdenkmäler

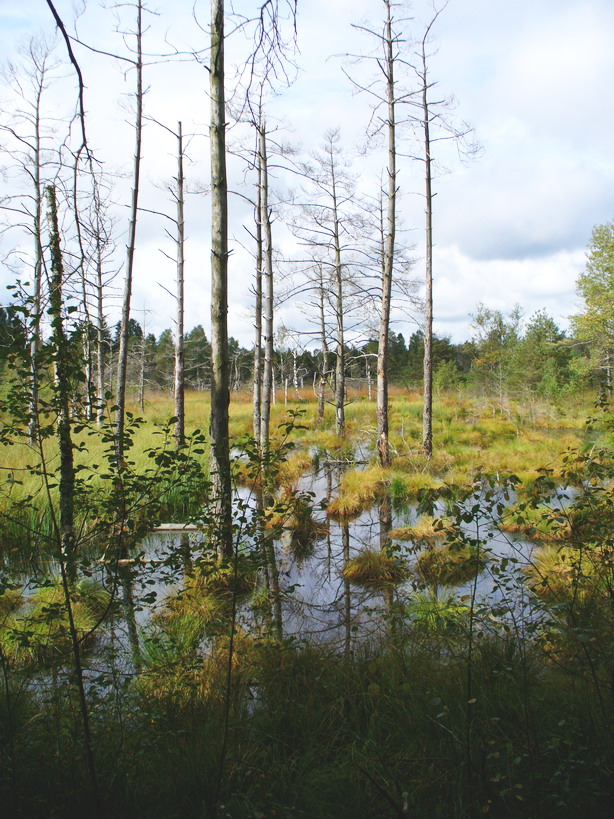
Wurzacher Ried

- Das Naturschutzgebiet Wurzacher Ried ist eines der größten noch intakten Hochmoorgebiete Europas. Der Torfabbau wurde 1997 vollständig eingestellt.
- Wachbühl, 792,7 Meter hoher Aussichts- und Wanderberg

### Friedrich-Schiedel-Literaturpreis
Seit 1983 verleiht die Stadt Bad Wurzach alle zwei Jahre den Friedrich-Schiedel-Literaturpreis, der auf den 1913 in Baierz geborenen Unternehmer Friedrich Schiedel zurückgeht. Die Veranstaltung findet jeweils im Kursaal des Kurhauses Bad Wurzach statt.

### Freizeit- und Sportanlagen
- Vitalium-Therme, Thermalbad mit Saunalandschaft
- Hallenbad
- Freibad in Hauerz
- 180 km Rad- und Wanderwege
- Wandertrilogie Allgäu und Radrunde Allgäu
- Skaterplatz
- Mehrere Sportplätze, darunter auch ein Kunstrasenplatz

## Wirtschaft und Infrastruktur

### Verkehr

#### Straßenverkehr

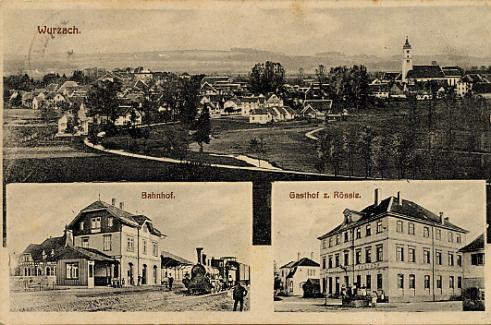
Bahnhof um 1910

Bad Wurzach liegt an der B 465 (Kirchheim unter Teck – Leutkirch im Allgäu). Die Stadt ist mit einigen Buslinien u. a. mit Bad Waldsee, Aulendorf, Kißlegg, Biberach an der Riß, und Leutkirch verbunden und gehört dem Bodensee-Oberschwaben Verkehrsverbund (bodo) an.

#### Schienenverkehr
Die Bahnstrecke Roßberg–Bad Wurzach wurde 1904 als Stichstrecke der Württembergischen Allgäubahn eröffnet. Die Deutsche Bundesbahn gab den Personenverkehr am 29. September 1963 auf. Nach der Stilllegung 2002 durch die Deutsche Bahn kaufte die Stadt Bad Wurzach die Güterverkehrsstrecke zum 1. Oktober 2004 und fungiert seitdem als Eisenbahninfrastrukturunternehmen für die Strecke. Der Güterverkehr auf der Roßbergbahn wurde 2003 von der Bayerischen Cargo-Bahn GmbH (einer ehemaligen Tochtergesellschaft von Captrain Deutschland) übernommen. Ab 2012 führte das Unternehmen Stock-Transport die Anlieferung von Quarzsand und Soda aus dem Rheinland für die in Bad Wurzach ansässige Glasfabrik durch, bis dieser Verkehr Ende 2016 auf die Straße verlagert wurde. Anfang 2018 wurden wieder Soda-Transporte aufgenommen.
Seit Juli 2010 verkehren an ausgewählten Sonn- und Feiertagen zwischen Mai und Oktober Personenzüge im Ausflugsverkehr als „Radexpress Oberschwaben“ auf der Strecke Aulendorf – Bad Waldsee – Roßberg (nur Betriebshalt) – Bad Wurzach.

#### Radverkehr
Durch Bad Wurzach führt als Landes-Radfernweg der Oberschwaben-Allgäu-Radweg. Er ist eine Rundstrecke über Ulm und Tettnang und verläuft dabei von Eberhardzell (Ortsteil Füramoos) kommend über Unterschwarzach nach Bad Wurzach und weiter nach Leutkirch.

### Ansässige Unternehmen
Größter Arbeitgeber ist die Glasfabrik Verallia Deutschland AG (bis 2016: Saint-Gobain Oberland AG). Die Firma (heute ist hier auch der Sitz der Hauptverwaltung Deutschland) wurde 1946 als Oberland Glas GmbH gegründet. Die vier Werke in Deutschland produzieren unter dem Namen der französischen Konzernmutter Saint-Gobain. Eine landschaftstypische Form der Landwirtschaft, aber heute ein seltener Betrieb, ist die seit Jahrzehnten selbstverwaltete Schäfereigenossenschaft Finkhof.

### Bildungseinrichtungen
In städtischer Trägerschaft bestehen zwei Ganztagesschulen, die Grundschule Bad Wurzach und die Werkrealschule Bad Wurzach. Zudem gibt es in städtischer Trägerschaft eine Förderschule und eine Realschule im Stadtgebiet. In den Teilorten befinden sich sechs weitere Grundschulen. Im Stadtgebiet befindet sich darüber hinaus das private Gymnasium Salvatorkolleg.
Es bestehen sechs römisch-katholische und fünf städtische Kindergärten.

### Kurbetrieb

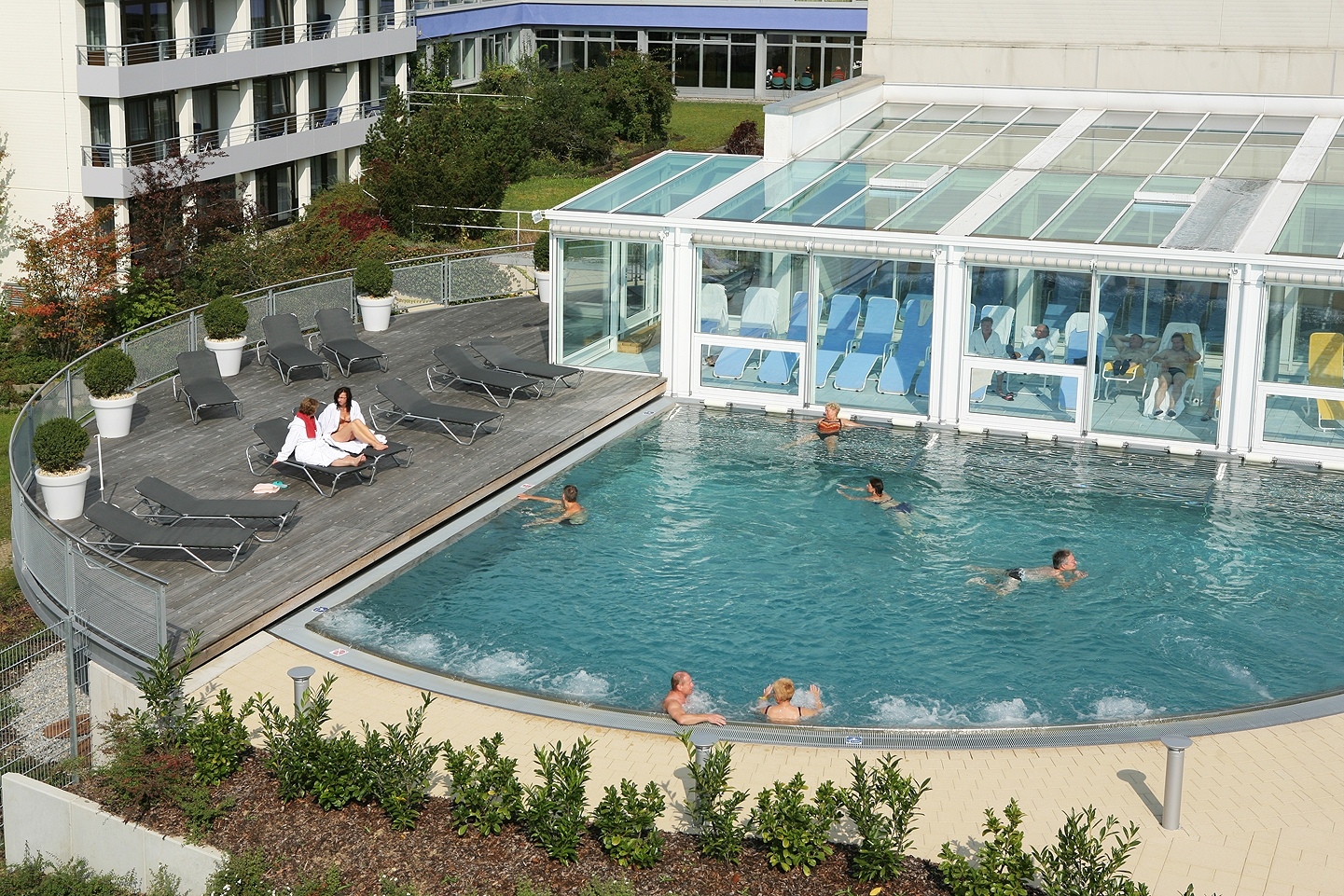
Thermalwasseraußenbecken des Vitaliums

Bad Wurzach gilt als das älteste Moorheilbad Baden-Württembergs, es existiert seit 1936 und ist eines der wenigen mit Thermalquelle. Zu Beginn wurden im Kloster Maria Rosengarten in Wurzach die ersten Moorbäder zur Behandlung chronischer Erkrankungen des Bewegungsapparates angeboten, zunächst nur an Frauen, ein Jahr später auch an Männer. Diese erste Kureinrichtung betrieb der Schwesternorden Arme Schulschwestern. Die Mooranwendungen wurden wegen ihrer heilenden Wirkung immer beliebter; bis 1942 wurden 7.000 Moorbäder an 2.800 Gäste abgegeben.
Aufgrund von Kapazitätsproblemen und steigender Nachfrage nach Moorbädern wurde im Jahr 1948 der städtische Kurbetrieb Wurzach gegründet und das Kurmittelhaus in der Parkstraße eröffnet. In der Folge wuchs die Stadt schnell zu einem bedeutenden Kurort an. 1950 erhielt Wurzach das Prädikat Bad, welches in Deutschland nur staatlich anerkannte Heilbäder tragen dürfen. 1968 wurde auch dieses Kurmittelhaus zu klein, weshalb das Kurmittelhaus am Reischberg gebaut wurde. 1977 wurde das Kurhotel am Reischberg eröffnet.
1999 wurde das touristische Gesundheits- und Erholungsangebot mit der Eröffnung der Vitalium-Therme erweitert. 2007 wurde die Therme umgebaut und um ein Thermalwasseraußenbecken, eine Saunalandschaft und ein „Wohlfühlhaus“ für Wellnessanwendungen erweitert. Seitdem verfügt das Thermalbad mithin über das Gesundheitszentrum mit der angeschlossenen Vitalium-Therme, Wellnessbereich, Saunalandschaft und Fitnessstudio sowie das Kurhotel am Reischberg.
Der gesamte Kurbetrieb wird als Eigenbetrieb der Stadt Bad Wurzach geführt. Die zentrale Verwaltung des Betriebs obliegt der Kurbetriebsverwaltung.

## Persönlichkeiten

### Söhne und Töchter der Stadt
- Eustachius Gabriel (1724–1772), Maler des Barock, geboren in Unterschwarzach
- Eberhard I. von Waldburg zu Zeil und Wurzach (1730–1807), Erster Fürst von Waldburg-Zeil-Wurzach
- Simon Göser (1735–1816), geboren in Gospoldshofen, Maler des späten Barock und frühen Klassizismus
- Franz Xaver Schnizer (1740–1785), Komponist und Organist
- Leopold von Waldburg-Zeil-Wurzach (1769–1800), Erbgraf von Waldburg-Zeil-Wurzach
- Leopold von Waldburg zu Zeil und Wurzach (1795–1861), Zweiter Fürst von Waldburg-Zeil-Wurzach
- Leopold Steffelin von Hartenstein (1797–1859), Jurist und Politiker
- Fidelis Schabet (1813–1874), Bildnis-, Heiligen- und Historienmaler
- Karl von Waldburg zu Zeil und Wurzach (1825–1907), dritter Fürst von Waldburg-Zeil-Wurzach
- Ferdinand Eggmann (1827–1913), Geistlicher und Politiker
- Eberhard II. von Waldburg zu Zeil und Wurzach (1828–1903), von 1865 bis 1903 vierter Fürst von Waldburg-Zeil-Wurzach
- Paul Eduard Waldraff (1870–1917), Grafiker und Briefmarkenkünstler
- Clemens Högg (1880–1945), SPD-Politiker, MdL in Bayern, Opfer der NS-Herrschaft
- Oskar Graf (1882–1942), Politiker (SPD), badischer Landtagsabgeordneter
- Sepp Mahler (1901–1975), Maler und Vagabund
- Carl Joseph Leiprecht (1903–1981), Bischof von Rottenburg-Stuttgart, geboren in Hauerz
- Friedrich Schiedel (1913–2001), Unternehmer und Mäzen, geboren in Baierz
- Arsenius Butscher (1928–2013), Motorradrennfahrer, geboren in Seibranz
- Adi Hübel (* 1939), Schriftstellerin
- Gunter E. Grimm (1945–2025), Literaturwissenschaftler
- Peter Schad (* 1952), Begründer der Band Oberschwäbische Dorfmusikanten
- Herbert Eichhorn (* 1957), Kunsthistoriker
- Sebastian Kerk (* 1994), Fußballspieler

### Personen, die vor Ort wirkten
- Johannes Ruez (1678–1760), Kirchenbildhauer
- Johann Nepomuk von Kolb (1726–1799), deutscher römisch-katholischer Theologe und Stadtpfarrer von Wurzach
- Pater Agnellus Schneider (1913–2007), Schriftsteller und Umweltschützer, lebte und arbeitete in Bad Wurzach und kämpfte für den Erhalt des Wurzacher Rieds
- Heiko Butscher (* 1980), ehemaliger Fußballspieler, wuchs im Stadtteil Dietmanns auf und begann beim SV Dietmanns seine Karriere